# Cry! Cry! Cry!
«Cry, Cry, Cry» — песня Джонни Кэша. Сочинил он её сам.
Песня впервые вышла в 1955 году на сингле и достигла 14 места в США в кантри-чарте журнала «Билборд»
. Благодаря успеху этой песни Джонни Кэш получил почётное место в турне Louisiana Hayride Tour, так что она дала отличный старт его карьере. Песня (сингл с ней) продалась в более чем 100 тысячах экземплярах только в южный штатах. Вскоре после её выхода Кэш начал выступать в концертных турне вместе с Элвисом Пресли (и другими известными артистами).
Вернувшись со службы в ВВС США, Кэш в 1954 году подписал контракт с лейблом Sun Records. В то время он написал песню «Hey, Porter», которая руководящими сотрудниками лейбла не была встречена с восторгом. Ему сказали вернуться с песней, которую владелец Sun Records Сэм Филлипс смог бы продать. Кэш пошёл домой и к утру написал песню «Cry, Cry, Cry»; на следующий день он вернулся и исполнил её Филлипсу. Эти две песни, «Hey, Porter» и «Cry, Cry, Cry», были изданы на Sun Records как две стороны одного сингла. На записи этой песни Кэшу подыгрывал дуэт The Tennessee Two (Лютер Перкинс на гитаре и Маршалл Грант на басу).